# 迪爾帕克鎮區 (明尼蘇達州彭寧頓縣)
迪爾帕克鎮區（英語：Deer Park Township）是位於美國明尼蘇達州彭寧頓縣的一個行政鎮區。

## 地方資料
迪爾帕克鎮區的面積為59.72平方千米，皆為陸地。根據2020年美國人口普查的數據，當地共有人口128人，而人口密度為每平方千米2.14人。